# Trois Pas au Nord
Pour plus de détails, voir Fiche technique et Distribution.
Trois Pas au Nord (Three Steps North) est un film américano-italien réalisé par W. Lee Wilder, sorti en 1951.

## Fiche technique
- Titre original : Three Steps North
- Titre italien : Tre passi a nord
- Titre français : Trois Pas au Nord
- Réalisation : W. Lee Wilder
- Scénario : Lester Fuller (it) d'après une histoire de Robert Harari
- Photographie : Aldo Giordani
- Pays de production : États-Unis - Italie
- Format : Noir et blanc - 1,37:1
- Genre : policier
- Durée : 85 minutes
- Date de sortie : 1951

## Distribution
- Lloyd Bridges : Frank Keeler
- Lea Padovani : Elena Ravezza
- Aldo Fabrizi : Pietro
- William Tubbs : Jack Conway
- Dino Galvani (en) : Massina
- Adriano Ambrogi : Baldori
- Gianni Rizzo : le Grec
- Giovanni Fostini : Vince
- Peggy Doro : Mme Day
- Adam Genette : Falzone
- Roberto Murolo : lui-même